# بوجا شوبرا
بوجا شوبرا هي متسابقة ملكة الجمال وعارضة وممثلة هندية، ولدت في 3 مايو 1985 في الهند.

## وصلات خارجية
- بوجا شوبرا على موقع IMDb (الإنجليزية)
- بوجا شوبرا على موقع قاعدة بيانات الفيلم (الإنجليزية)